# Stylidium repens
Stylidium repens är en tvåhjärtbladig växtart som beskrevs av Robert Brown. Stylidium repens ingår i släktet Stylidium och familjen Stylidiaceae. Utöver nominatformen finns också underarten S. r. sacculatum.

## Bildgalleri

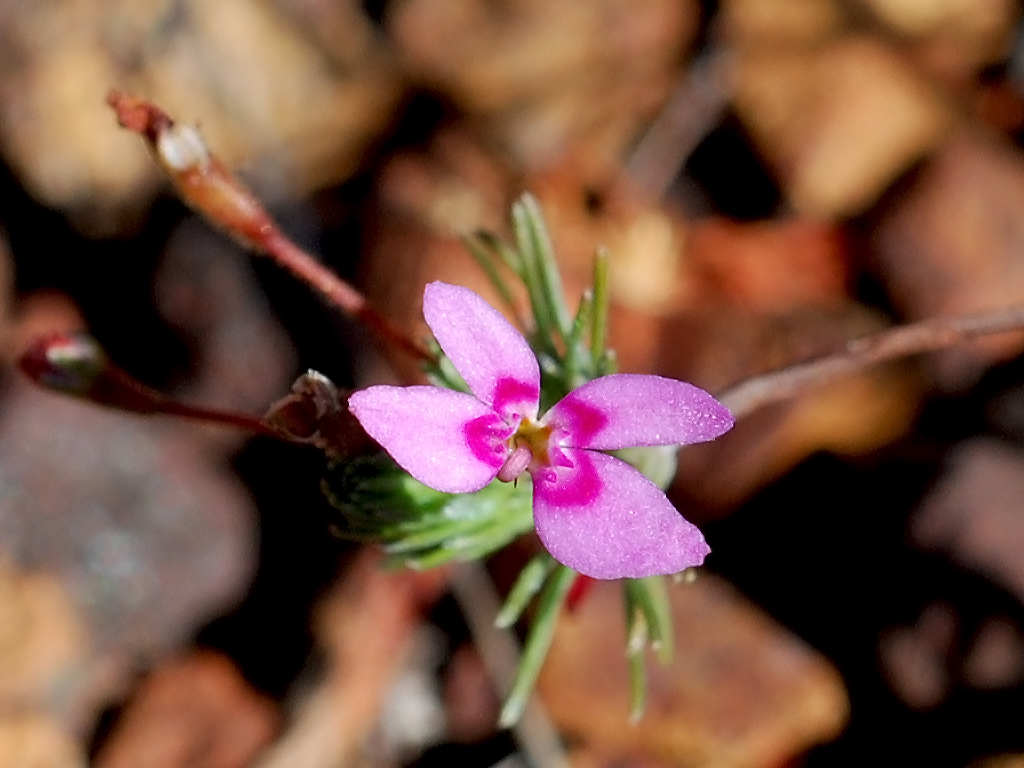
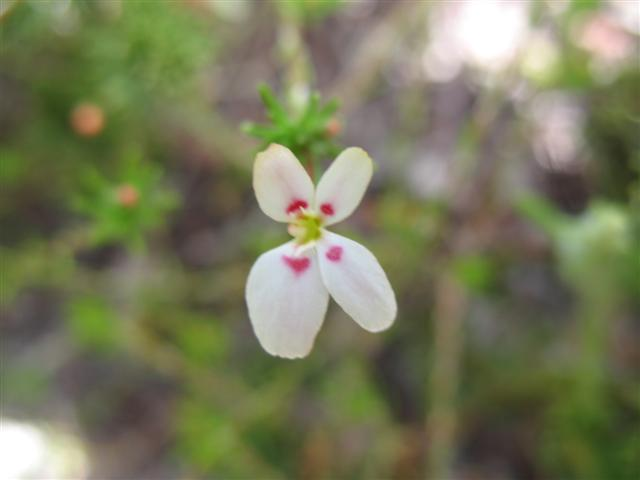